# Albaret-Sainte-Marie
Albaret-Sainte-Marie (okzitanisch: Aubaret) ist ein Ort und eine südfranzösische Gemeinde mit 557 Einwohnern (Stand 1. Januar 2022) im Département Lozère in der Region Okzitanien.

## Lage
Der Ort Albaret-Sainte-Marie liegt im Nordosten der zum Zentralmassiv gehörenden Berglandschaft der Margeride in einer Höhe von ca. 1050 m ü. d. M.; nächstgelegene Stadt ist das circa 57 Kilometer südöstlich gelegene Mende. Die Autoroute A75 quert das Gemeindegebiet in Nord-Süd-Richtung.

## Wirtschaft
Jahrhundertelang lebten die Bewohner von Albaret-Sainte-Marie weitgehend als Selbstversorger von den Erträgen ihrer Felder und Gärten sowie von ein wenig Viehzucht; aber auch Handwerker, Kleinhändler und Dienstleistungsberufe siedelten sich allmählich im Ort an. Auch heute noch spielt die Landwirtschaft direkt oder indirekt die zentrale Rolle im Wirtschaftsleben, doch ist seit der Mitte des 20. Jahrhunderts der Tourismus in Form der Vermietung von Ferienwohnungen (gîtes) als Erwerbszweig hinzugekommen.

## Bevölkerungsentwicklung
| Jahr      | 1800 | 1851 | 1901 | 1954 | 1999 | 2018 |
| --------- | ---- | ---- | ---- | ---- | ---- | ---- |
| Einwohner | 387  | 479  | 469  | 374  | 452  | 565  |

Der leichte Bevölkerungsanstieg im 20. Jahrhundert ist im Wesentlichen auf die verkehrstechnisch günstige Lage des Ortes zurückzuführen.

## Geschichte
Im Mittelalter gehörte der Ort zur Baronie d’Apcher, einer von mehreren Baronien im Gévaudan.

## Sehenswürdigkeiten
- Die im 13. oder 14. Jahrhundert aus exakt behauenen und vergleichsweise großen Steinen gemauerte Pfarrkirche zeigt den Übergang von der Spätromanik zur provinziellen Frühgotik. Die ungegliederte und mit Rundbogenfenstern versehene Apsis schließt nach oben mit einem umlaufenden Konsolenfries ab. Die Grenze zwischen Apsis und Kirchenschiff wird von einem imposanten Glockengiebel (clocher mur) überhöht, zu dem ein seitlicher Treppenaufgang hinaufführt. Das mit einem Überfangbogen aufwartende Südportal mit seinen eingestellten Säulen zeigt insgesamt einen romanischen Charakter. Die Langhauswand ist von Strebepfeilern stabilisiert.
- Das ehemalige nur ca. 20 m² große Backhaus des Ortes ist zu einem kleinen ländlichen Museum umgebaut worden. Es ist im Guinness-Buch der Rekorde als kleinstes Museum der Welt eingetragen.

- Das Château d’Orfeuillette (44° 52′ 24″ N, 3° 15′ 21″ O) wurde im ausgehenden 19. Jahrhundert von dem Arzt und Senator Théophile Roussel im Stil der Neorenaissance erbaut. Der Bau wird seit dem Jahr 2009 als Hotel genutzt.
- In einem langgestreckten Gebäude in unmittelbarer Nähe befindet sich eine Dépendance der Universität Montpellier.
- Die Ruine des mittelalterlichen Château de la Garde steht umgeben von dichten Wäldern etwa 1,5 km nördlich des Ortes (44° 53′ 59″ N, 3° 16′ 0″ O) oberhalb des Flusses Truyère.

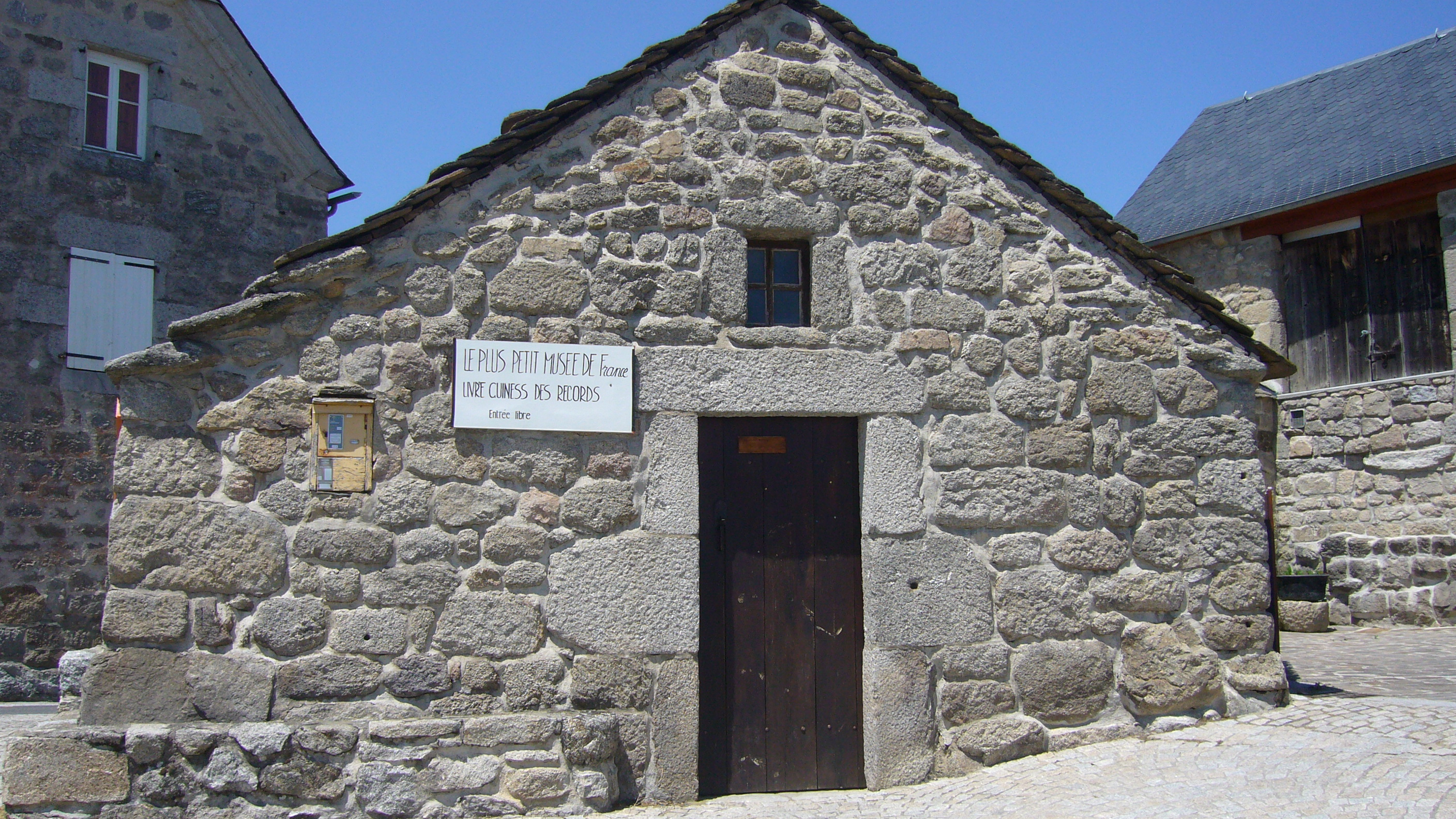
Museum
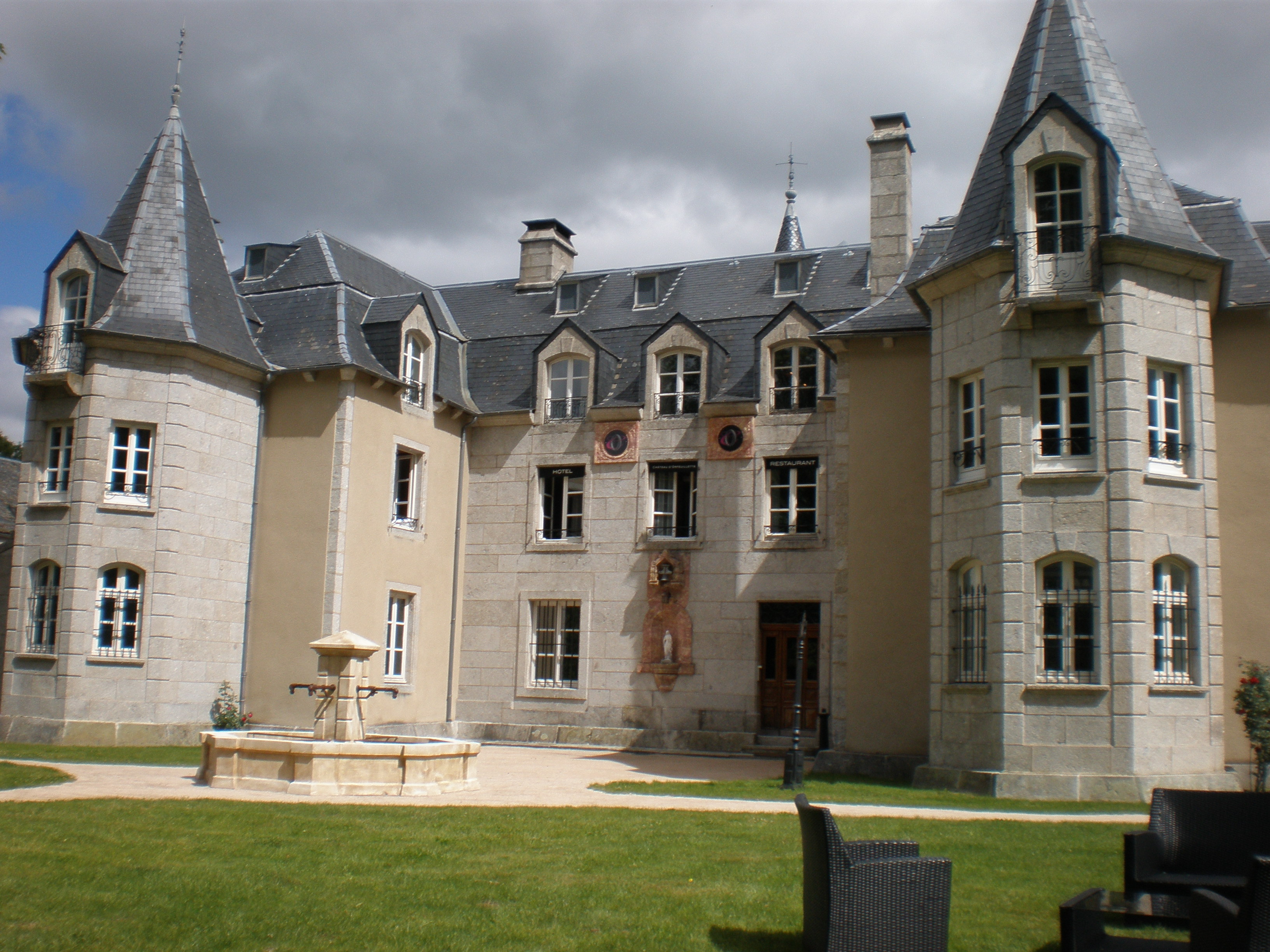
Château d’Orfeuillette